# Estación Yacimiento
La Estación Yacimiento era una estación ferroviaria del ramal ferroviario que une la mina de carbón de Río Turbio con el puerto de Punta Loyola, cerca de Río Gallegos, en el departamento Güer Aike de la Provincia de Santa Cruz (Argentina). Se trataba de una estación que llegaba hasta el yacimiento (como su nombre lo indica) de carbón explotado en la mina de Río Turbio. Junto a ella se encuentra el depósito de locomotoras principal del ramal, accesible desde un desvío en el lugar y desde el kilómetro 257 del ramal.
Esta estación se encuentra actualmente desmantelada.
La estación forma parte del Ramal Ferro-Industrial de Río Turbio, que une la mina de Río Turbio, en la Cordillera de los Andes y cercana al límite con Chile, con el puerto de Punta Loyola, en cercanías de Río Gallegos. Se trata de un ramal de trocha angosta (750 mm) perteneciente a YCF (Yacimientos Carboníferos Fiscales, actual YCRT) y funciona actualmente solo para el transporte de carbón.